# Городской парк (Ватутино)
Городской парк (укр. Міський парк) — парк на правом берегу реки Шполка в городе Ватутино Черкасской области Украины, памятник садово-паркового искусства.

## История
Создание парка началось в 1950-х годах в соответствии с генеральным планом развития города. 
После создания на реке водохранилища берег реки был укреплён и превращён в набережную, а Комсомольский парк стал городской зоной отдыха.
27 июня 1972 года решением областного совета Черкасской области парк (площадью 31,88 га) был включён в состав природно-заповедного фонда. 
После провозглашения независимости Украины Комсомольский парк был включён в природно-заповедный фонд Украины и в дальнейшем переименован в городской парк.

## Описание
Парк имеет регулярную планировку, на его территории проложены пешеходные аллеи, построена эстрада, высажены и произрастают пирамидальные тополя, ели, жимолость татарская, можжевельник и другие деревья, кустарники и растения.